# Ишанапура
Ишанапура (на кхмерски: ឦសានបុរៈ), наричан също Самбор Прей Кук, е исторически град в Централна Камбоджа, разположен край днешното село Самбор в провинция Кампонг Тхом.
Основан в началото на VII век от Ишанаварман I, градът е столица на царството Ченла до IX век, когато политическият център на региона се измества към Ангкор. Градът е изоставен и отново разкрит през XX век. Известни са над 100 храма, десет от които с уникален за Югоизточна Азия осмоъгълен план. Каменните орнаменти на Ишанапура са характерни за развитието на архитектурата в страната в периода преди изграждането на Ангкор.
През 2017 година археологическият комплекс е включен в списъка на световното наследство на ЮНЕСКО.